# Brzoza grabolistna
Brzoza grabolistna (Betula grossa Siebold & Zucc.) – gatunek drzewa należącego do rodziny brzozowatych. Naturalnie występuje w Japonii (endemit wyspy Honsiu, gdzie rośnie w górach na rzędnych od 1000 do 1500 m n.p.m.). Gatunek podobny do amerykańskiej brzozy cukrowej i uważany za jej odpowiednik w Azji. Rzadko spotykany w uprawie, niemal wyłącznie w kolekcjach dendrologicznych.

## Morfologia

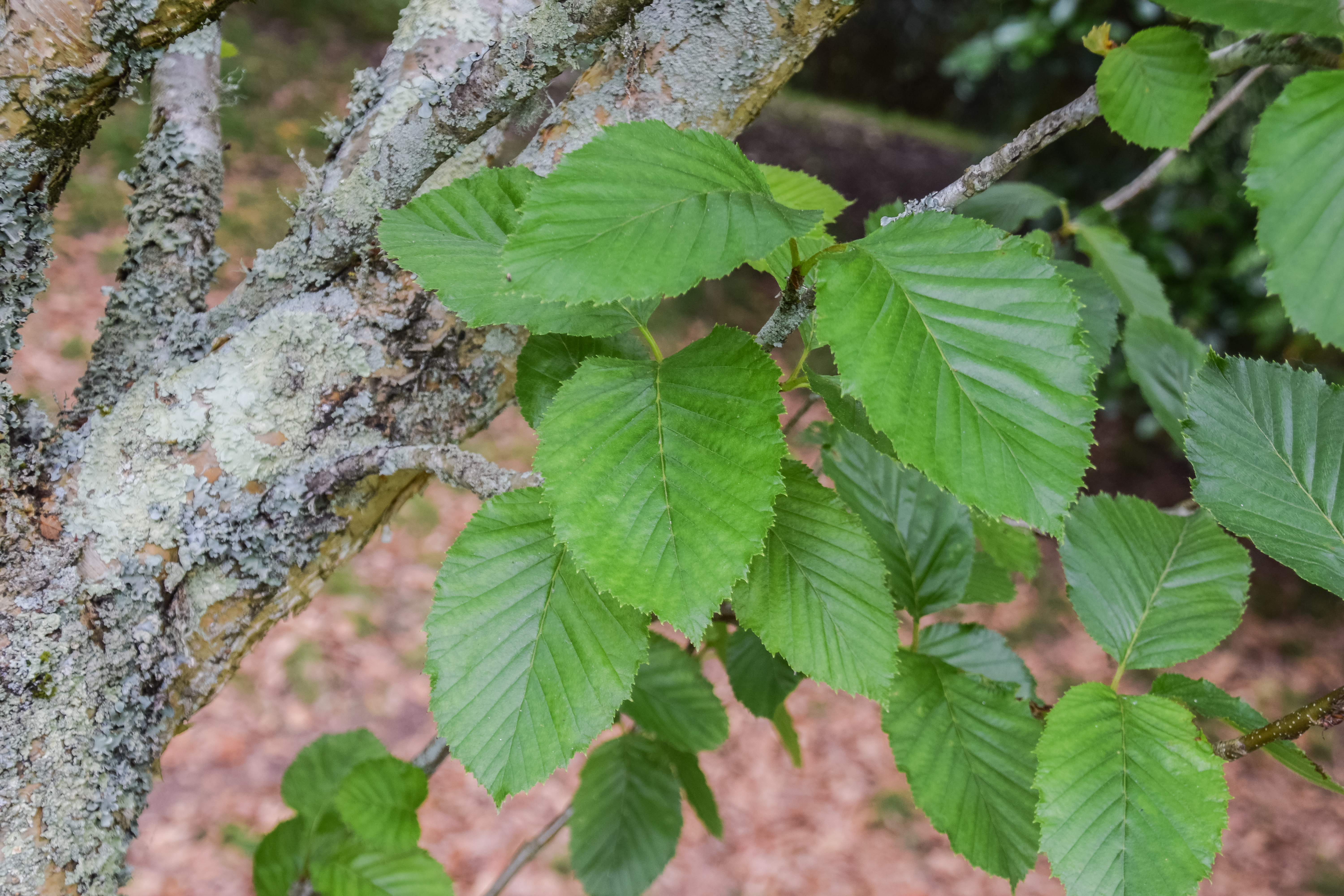
Liście

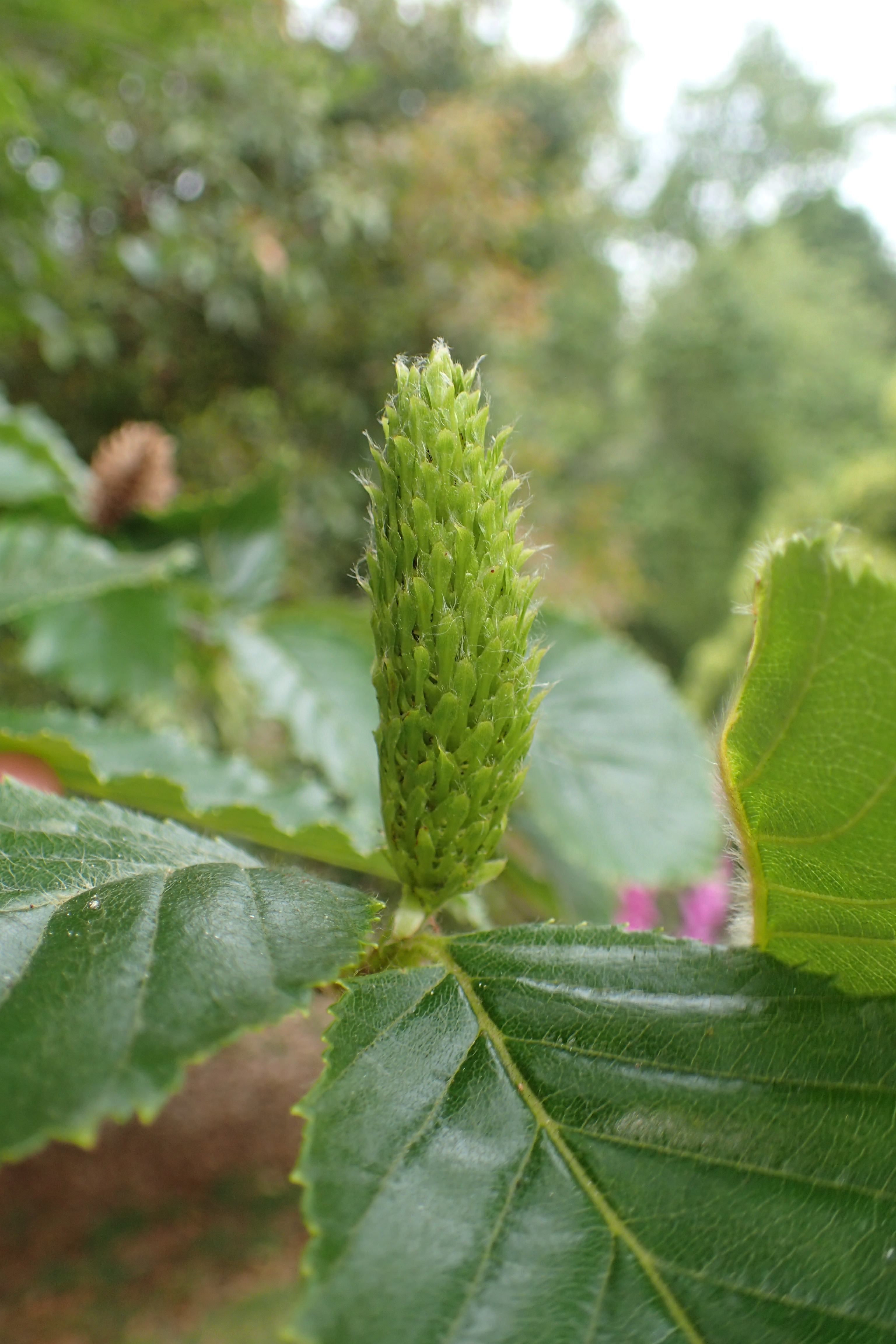
Kwiatostan

PokrójPosiada zazwyczaj szeroki pokrój i wysokość do 25 m.
KoraKora jest matowa, papierowa i ma fioletowawobrązową barwę.
PędyPo przerwaniu wydzielają zapach środka odkażającego – podobny do olejku golterii. Na powierzchni nagie, żółtobrunatne.
LiścieBlaszki małe i grube, o długości 5-10 cm, regularnie podwójnie ząbkowane. Nasada sercowata, wierzchołek zaostrzony. Podobne są do liści grabu. Wierzchnia strona jest owłosiona na całej powierzchni (jedwabiste włoski są trwalsze niż u brzozy cukrowej), od spodu owłosiona jest tylko na nerwach.
KwiatyKwiaty zebrane w kwiatostany zwane kotkami, które osiągają 2,5 cm długości i 1,5 cm szerokości. Brzegi łusek na kotkach żeńskich są owłosione.